# Idiazabal
Idiazabal en basque ou Idiazábal en espagnol est une commune du Guipuscoa dans la communauté autonome du Pays basque en Espagne.

## Économie
Idiazabal est le siège de l'association de bergers qui regroupe les producteurs de fromage de la Dénomination d'Origine Fromage d'Idiazabal. On appelle Fromage d'Idiazabal le type de fromage qui est fabriqué à partir de lait de brebis latxa (Manech) au Pays Basque.

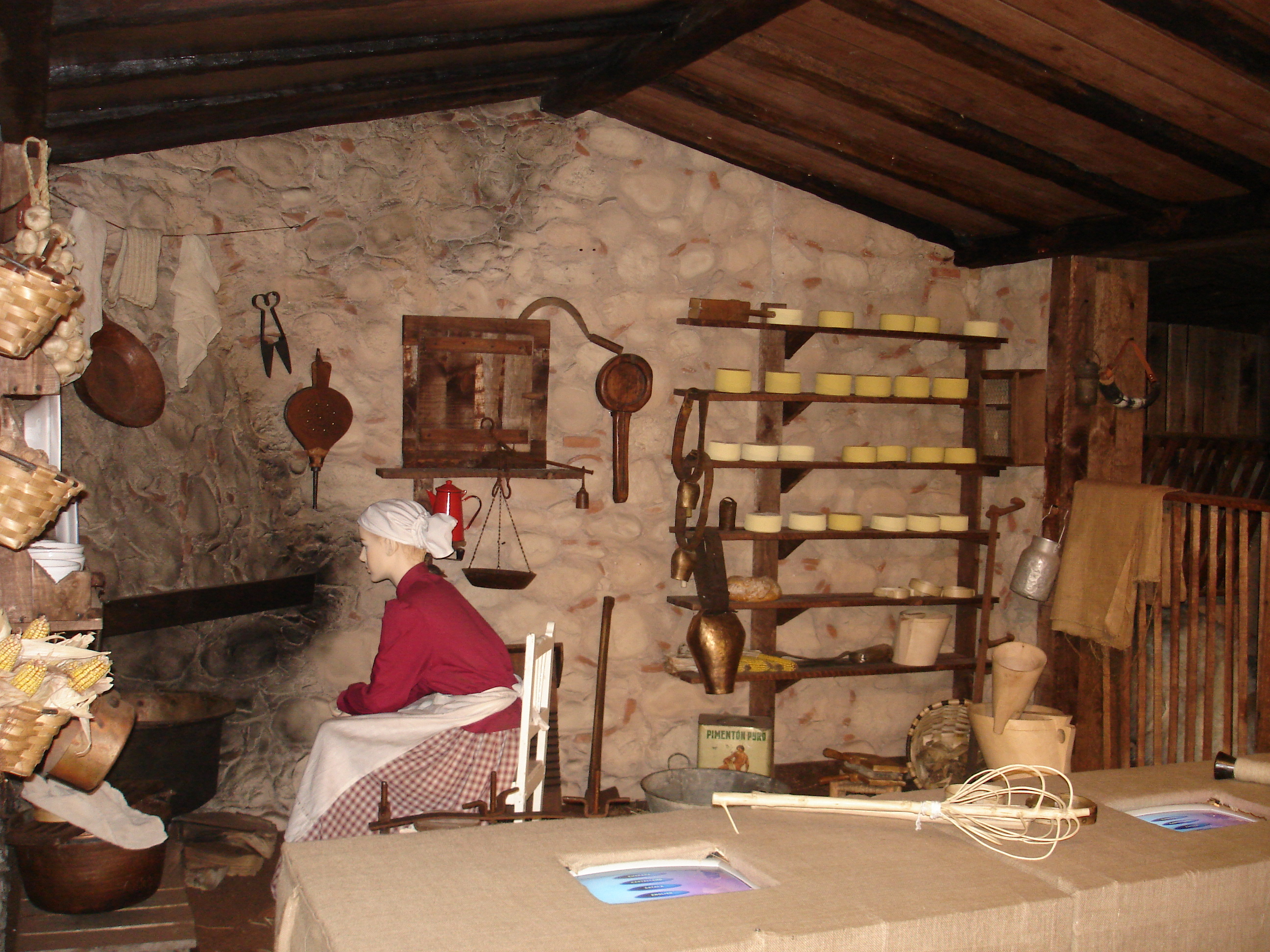
Centre d'interprétation du fromage d'Idiazabal.

## Personnalités
- Mateo Múgica Urrestarazu: (Idiazábal, 21 septembre 1870 – Zarauz, 27 octobre 1968) fut un ecclésiastique espagnol, évêque de Vitoria.
- Miguel Antonio de Zumalacárregui: (Idiazabal (Guipuscoa), 21 février 1773 - Madrid, 1er mai 1846). Politique libéral et juriste espagnol. Frère ainé du célèbre général carliste Tomás de Zumalacárregui.

### Sources
- (es) Cet article est partiellement ou en totalité issu de l’article de Wikipédia en espagnol intitulé « Idiazábal (Guipúzcoa) » (voir la liste des auteurs).